# Jour d'automne. Sokolniki
Jour d'automne. Sokolniki (en russe : Осенний день. Сокольники) est un tableau du peintre russe Isaac Levitan, réalisé en 1879. C'est un des tableaux les plus connus de ce peintre. Actuellement, il est exposé à la Galerie Tretiakov de Moscou. Ses dimensions sont de 68,5 × 50 cm.

## Histoire
Jour d'automne. Sokolniki est un des rares paysages dans lequel apparaît un staffage, dont la figure n'a pas été peinte par Levitan, mais par son ami de l'école de peinture, le frère de l'écrivain Anton Tchekhov, Nikolaï Tchekhov. L'année 1879 a été l'une des plus pénibles dans la vie de l'artiste alors qu'il travaillait à cette toile. Après l'ukase interdisant la présence des Juifs à Moscou, le jeune peintre âgé de 19 ans à peine est expulsé du quartier de la capitale appelé Saltykovka (ru), où il a peint des paysages nostalgiques et tristes.
Heureusement, la toile d'Isaac Levitan est repérée lors d'une exposition par le mécène Pavel Tretiakov, qui l'achète. C'est le début de la reconnaissance de l'artiste,.
Alekseï Fiodorov-Davydov écrit ceci à ce propos :

« L'opposition entre l'immensité du ciel et la hauteur des pins par rapport à la petite silhouette du personnage de la femme rend cette dernière si seule dans le parc désert. L'image est imprégnée de dynamisme : le sentier s'enfonce au loin dans le parc, les nuages sont emportés par le vent dans le ciel, le personnage se déplace vers le spectateur, les feuilles sont déjà jaunies et ont été balayées sur le bord du chemin, on croit les entendre bruisser, les cimes échevelées des pins se balancent dans le ciel. »

## Description
Le tableau présente une allée déserte du parc Sokolniki au début de l'automne. Les taches sombres sur les côtés sont des pins de belle taille. Le sentier est parsemé de feuilles jaunies. La toile est imprégnée de tristesse et de nostalgie, exécutée de manière légère, sur une surface de toile relativement petite.